# Троегран
Троегра́н — бывшая деревня в Балезинском районе Удмуртии, входит в Исаковское сельское поселение.
Находился  на правом берегу одного из притоков реки Юнда в  полуторакилометрах от деревниИсаково, центра поселения.